# Гейдан (Луїзіана)
Гейдан (англ. Gueydan) — місто (англ. town) в США, в окрузі Вермільйон штату Луїзіана. Населення — 1165 осіб (2020).

## Географія
Гейдан розташований за координатами 30°1′44″ пн. ш. 92°30′25″ зх. д. / 30.02889° пн. ш. 92.50694° зх. д. (30.028994, -92.506986).  За даними Бюро перепису населення США в 2010 році місто мало площу 2,37 км², уся площа — суходіл.

## Демографія
Згідно з переписом 2010 року, у місті мешкало 1398 осіб у 595 домогосподарствах у складі 361 родини. Густота населення становила 591 особа/км².  Було 723 помешкання (306/км²).
Расовий склад населення:
| - 85,6 % — білих - 12,4 % — чорних або афроамериканців - 0,6 % — азіатів - 0,4 % — корінних американців |

До двох чи більше рас належало 1,1 %. Частка іспаномовних становила 1,3 % від усіх жителів.
За віковим діапазоном населення розподілялося таким чином: 23,4 % — особи молодші 18 років, 57,5 % — особи у віці 18—64 років, 19,1 % — особи у віці 65 років та старші. Медіана віку мешканця становила 42,3 року. На 100 осіб жіночої статі у місті припадало 84,7 чоловіків;  на 100 жінок у віці від 18 років та старших — 82,8 чоловіків також старших 18 років.
Середній дохід на одне домашнє господарство  становив 51 814 долари США (медіана — 38 458), а середній дохід на одну сім'ю — 60 431 долар (медіана — 51 563). Медіана доходів становила 50 034 долари для чоловіків та 22 292 долари для жінок. За межею бідності перебувало 18,8 % осіб, у тому числі 22,2 % дітей у віці до 18 років та 17,6 % осіб у віці 65 років та старших.
Цивільне працевлаштоване населення становило 729 осіб. Основні галузі зайнятості: освіта, охорона здоров'я та соціальна допомога — 22,4 %, сільське господарство, лісництво, риболовля — 21,5 %, роздрібна торгівля — 10,2 %, фінанси, страхування та нерухомість — 9,7 %.